# Syd Millar
John Sydney “Syd” Millar (Ballymena, 23 maggio 1934 – 10 dicembre 2023) è stato un giocatore e allenatore di rugby a 15, dirigente sportivo e imprenditore proveniente dall'Irlanda del Nord, internazionale per l’Irlanda e per i British Lions.
Da allenatore diresse due tour dei citati British Lions e fu commissario tecnico della Nazionale irlandese; da dirigente sportivo ricoprì gli incarichi di presidente della Irish Rugby Football Union e, fino al dicembre 2007, dell'International Rugby Board.

## Biografia
Syd Millar è nativo di Ballymena (Irlanda del Nord) la quale — sebbene amministrativamente appartenente al Regno Unito — ricade sotto la giurisdizione della Irish Rugby Football Union; attivo come pilone fin dagli inizi della sua carriera rugbistica nel Ballymena RFC, Millar esordì nella Nazionale irlandese nel corso del Cinque Nazioni 1958 contro la Francia.
Da allora fino al 1964 non saltò un'edizione del torneo, prima di una pausa di quattro anni per poi riprendere con tre consecutivi tornei dal 1968 al 1970, anno in cui cessò l'attività internazionale, contro il Galles, dopo 37 incontri
Prese anche parte a tre tour dei British Lions, nel 1959 in Australasia e nel 1962 e 1968 in Sudafrica, con rispettivamente 3, 4 e 2 test match ufficiali al suo attivo.
Fu invitato a più riprese anche dai Barbarians, per la cui maglia giocò 10 incontri tra il 1959 e il 1970.
Dopo il ritiro internazionale continuò l'attività di club fino al 1980 (disputò il suo ultimo incontro a 45 anni), di pari passo con la sua professione di uomo d'affari e imprenditore nel ramo edile.
Divenuto allenatore, gli fu affidata la conduzione tecnica del tour dei British Lions nel 1974, di nuovo in Sudafrica, che si risolse in una trionfale serie di 3 test match vinti a zero contro gli Springbok.
Nel 1980 fu altresì il capodelegazione di un altro tour dei Lions, ancora una volta in Sudafrica, che fu oggetto di controversie in quanto il governo britannico non approvava che una selezione di suoi giocatori si recasse in un Paese sotto bando internazionale per via del regime di apartheid ivi vigente.
Il tour comunque si risolse in un negativo 1-3 nei test contro i sudafricani.
Nel 1985 ottenne il suo primo incarico dirigenziale, rivestendo il ruolo di presidente della sezione dell’Ulster della Federazione irlandese; nel 1987 fu team manager della Nazionale irlandese che affrontò la prima edizione della Coppa del Mondo ma, in corso di competizione, dovette subentrare al C.T. Mick Doyle, colpito da infarto cardiaco nel dopocena del primo incontro, e affiancare Jim Davidson alla guida tecnica della squadra.
Nel 1995 fu eletto presidente dell'IRFU e divenne consigliere dell'International Rugby Board di cui assunse la presidenza a interim nel novembre 2002 in sostituzione del gallese Vernon Pugh, malato di tumore; dopo la morte di Pugh fu ufficializzata la sua carica, tenuta fino al dicembre 2007; sotto la sua presidenza si tennero le edizioni 2003 e 2007 della Coppa del Mondo.
Tra i riconoscimenti e le onorificenze ricevute, figurano quella di dottore honoris causa in Scienze presso l'Università dell'Ulster di Londonderry (1992); quella di Membro e, successivamente (2005), di Commendatore, dell'Ordine dell'Impero Britannico, nonché l'ammissione all'International Rugby Hall of Fame (2003).
Infine, la più recente onorificenza conferitagli fu quella ricevuta dal governo francese, la Legion d'onore (dicembre 2007), consegnatagli personalmente dall'allora presidente della Federazione rugbistica francese e suo successore alla presidenza dell'IRB Bernard Lapasset.
In carriera si è sottoposto a due operazioni di ricostruzione dell'anca e tre di impianto di bypass cardiaco.